# Église Saint-Maurice de Gravon
L'église Saint-Maurice est une église située à Gravon, en Seine-et-Marne, France.

## Description
L'église Saint-Maurice s'élève au centre de Gravon, une petite commune rurale du sud de la Seine-et-Marne, dans la région de la Bassée, entourée par l'eau de la Seine, de ses bras et de canaux de dérivation. Il s'agit d'un édifice simple, constitué d'une nef surmontée d'une toiture à deux versants ;  le porche est surmonté d'un clocher. L'église est entourée de son cimetière.
L'église est dédiée à Maurice d'Agaune.

## Historique
L'église est érigée au XIIe siècle ; le clocher est bâti au XVIIIe siècle, le porche au XIXe siècle ».
L'édifice est inscrit le 1er avril 2021 au label « Patrimoine d'intérêt régional ».

## Patrimoine mobilier
L'église comporte un ensemble mobilier protégé au titre des monuments historiques :
- Cloche[2]
- Croix de cimetière[3]
- Lutrin et antiphonaire[4]
- Retable du maître-autel, lambris et quatre statues : deux anges, Vierge et saint Jean[5]
- Statues :
  - Saint Jean-Baptiste[6]
  - Saint Maurice[7]
  - Saint Nicolas[8]
- Tableaux :
  - Vierge au rosaire avec saint Dominique et sainte Catherine[9]
  - Saint Yves en prêtre tenant un crucifix[10]